# Otto Pannenbecker (Jurist)
Otto Pannenbecker (* 22. Mai 1907 in Oberhausen) war ein deutscher Jurist. Er wurde vor allem bekannt als Verteidiger des Reichsinnenministers Wilhelm Frick während des Nürnberger Prozesses gegen die Hauptkriegsverbrecher von 1945/1946.

## Leben und Tätigkeit
Pannenbecker war ein Sohn des gleichnamigen Oberpostmeisters und Politikers der Zentrumspartei Otto Pannenbecker, der u. a. zeitweise als Oberbürgermeister von Oberhausen sowie als Abgeordneter des Bundestages amtierte. Seine Mutter war Christine Pannenbecker, geb. Müller.
Ab Ostern 1917 besuchte Pannenbecker das staatliche Realgymnasium in Oberhausen, an dem er am 11. März 1926 das Zeugnis der Reife erhielt. Zu Ostern 1926 begann er das Studium der Rechtswissenschaften an der Universität Bonn. Er studierte anschließend an dieser Universität (WS 1926/1927, SS 1927), an der Universität Berlin (WS 1927/1928 und SS 1928) und erneut an der Universität Bonn (WS 1928/1929). 1926 wurde er Mitglied der katholischen Studentenverbindung KDStV Ripuaria Bonn im CV.
Am 11. Juli 1929 bestand Pannenbecker beim Oberlandesgericht in Köln die erste juristische Staatsprüfung (Referendarprüfung). Anschließend absolvierte er den Juristischen Vorbereitungsdienst. Daneben wurde er mit einer von Hans Dölle betreuten Arbeit zum Dr. jur. promoviert. Die mündliche Promotionsprüfung bestand er am 22. Mai 1931.
Als Wilhelm Frick, von 1933 bis 1944 Reichsminister des Innern unter der NS-Diktatur, im Herbst 1945 als einer von 21 führenden Männern der NS-Diktatur im Nürnberger Prozess gegen die Hauptkriegsverbrecher vor dem Internationalen Militärtribunal angeklagt wurde, wählte er Pannenbecker als seinen Verteidiger aus. Während des folgenden Prozesses, der von Oktober 1945 bis September 1946 dauerte, verteidigte Pannenbecker Frick juristisch gegen die Anklagepunkte der durch das Londoner Statut geschaffenen Straftatbestände: Verbrechen gegen den Frieden, Kriegsverbrechen und Verbrechen gegen die Menschlichkeit. Frick wurde am Ende des Prozesses in drei von vier Punkten für schuldig befunden, zum Tode durch den Strang verurteilt und hingerichtet.

## Schriften
- Die Haftung für fremde widerrechtliche Handlungen insbesondere nach den §§ 278 und 831 BGB. Abhandlung, 1931. (Dissertation)
- Geheim! Dokumentarische Tatsachen aus dem Nürnberger Prozess, Düsseldorf 1947.